# Фридерика фон Саксония-Гота-Алтенбург (1715–1775)
Вижте пояснителната страница за други личности с името Фридерика фон Саксония-Гота-Алтенбург.
Фридерика фон Саксония-Гота-Алтенбург (на немски: Friederike von Sachsen-Gotha-Altenburg; * 17 юли 1715, Гота; † 12 май 1775, Лангензалца) от рода на Ернестински Ветини, е принцеса от Саксония-Гота-Алтенбург и чрез женитба херцогиня на Саксония-Вайсенфелс.

## Живот
Дъщеря е на херцог Фридрих II фон Саксония-Гота-Алтенбург (1676 – 1732) и Магдалена Августа фон Анхалт-Цербст (1679 – 1740), дъщеря на княз Карл Вилхелм фон Анхалт-Цербст и София фон Саксония-Вайсенфелс.
Фридерика се омъжва на 27 ноември 1734 г. в Алтенбург за херцог Йохан Адолф II фон Саксония-Вайсенфелс (1685 – 1746). Тя е втората му съпруга. Те имат пет деца, които умират малки.
След смъртта на нейния съпруг 31-годишната Фридерика живее във вдовишката си резиденция в дворец Дрибург в днешния Бад Лангензалца. От 1749 до 1751 г. тя си построява дворец Фридерика (Friederikenschlösschen) в рококо стил.
Тя умира на 12 май 1775 г. на 59 години в Лангензалца и е погребана в дворцовата църква във Вайсенфелс.

## Деца
Фридерика и херцог Йохан Адолф II фон Саксония-Вайсенфелс имат децата:
- Карл Фридрих Адолф (6 ноември 1736 – 24 март 1737), наследствен принц на Саксония-Вайсенфелс
- Йохан Адолф (27 юни 1738 – 21 октомври 1738), наследствен принц на Саксония-Вайсенфелс
- Август Адолф (6 юни 1739 – 7 юни 1740), наследствен принц на Саксония-Вайсенфелс
- Йохан Георг Адолф (17 май 1740 – 10 юли 1740), наследствен принц на Саксония-Вайсенфелс
- Фридерика Адолфина (27 декември 1741 – 4 юли 1751)